# Cambridge Optical Aperture Synthesis Telescope
Koordinaten: 52° 9′ 50,3″ N, 0° 2′ 26″ O

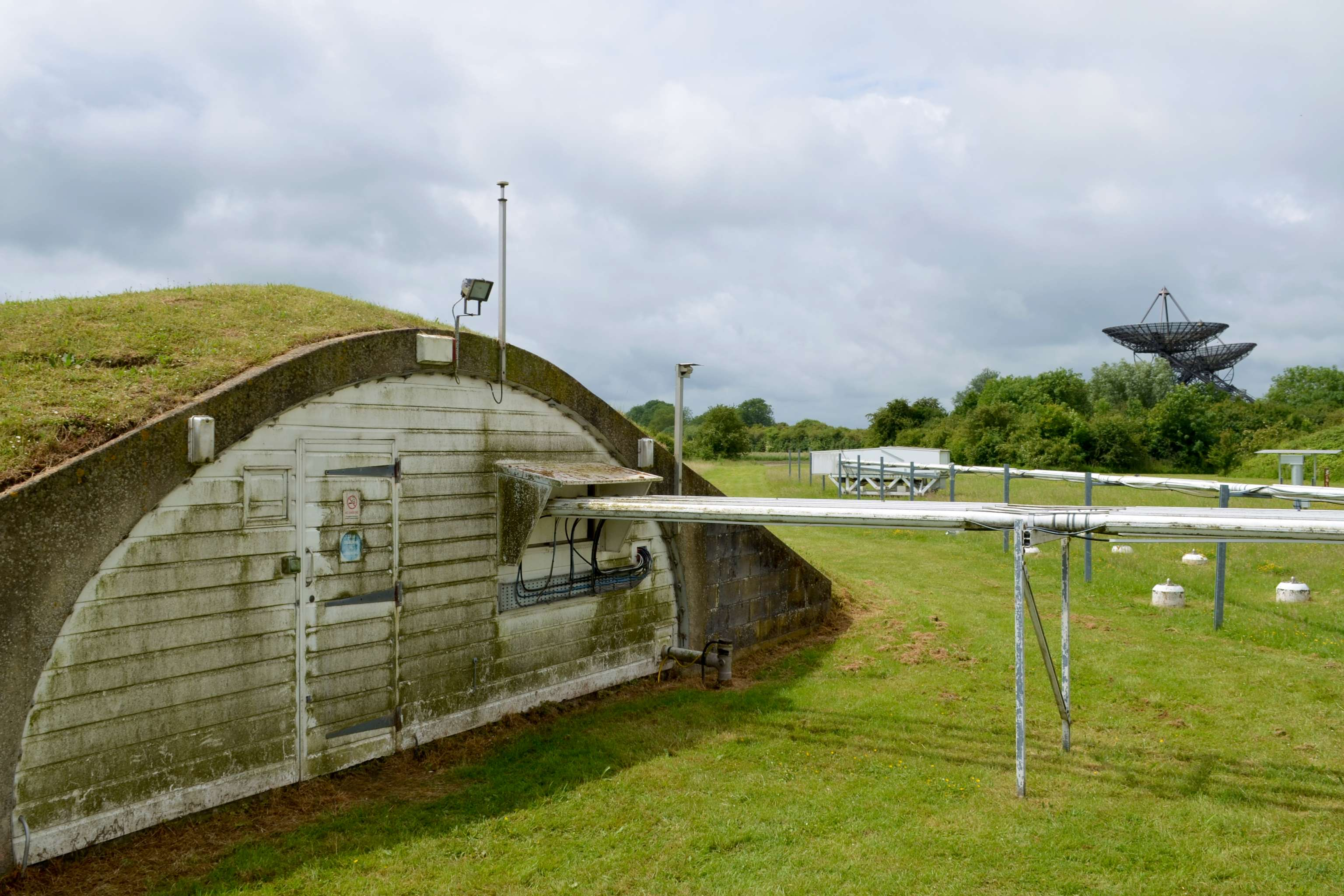
Rohrsystem zur Strahlenführung

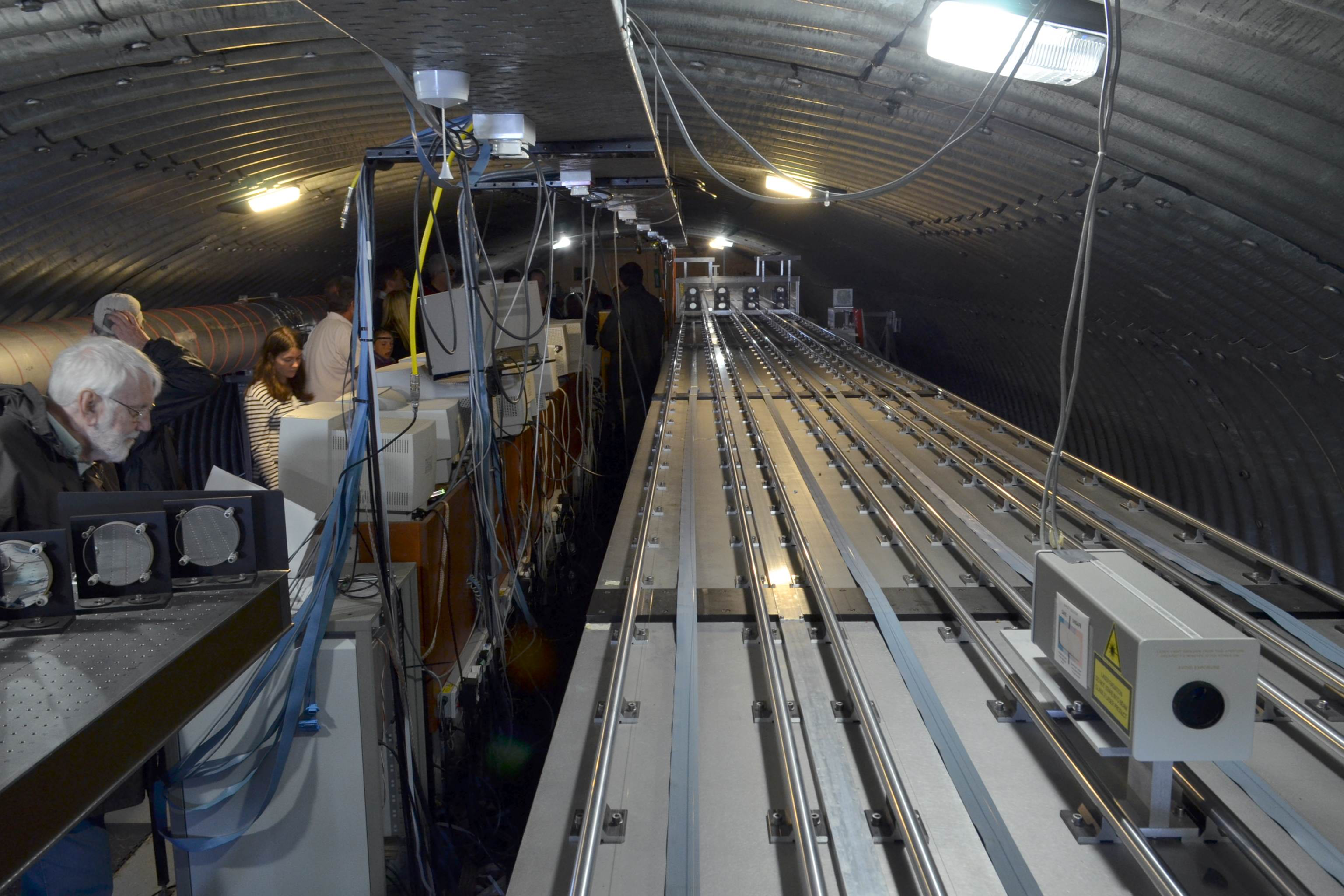
Laufzeitkompensator

Das Cambridge Optical Aperture Synthesis Telescope (COAST) ist ein astronomisches Interferometer im Mullard Radio Astronomy Observatory in Cambridgeshire, England. Es besteht aus fünf über Siderostaten ausrichtbaren Cassegrain-Teleskopen mit jeweils 40 cm Spiegeldurchmesser, die zusammen, separiert durch eine Basislänge von bis zu 100 m, Winkelauflösungen von bis zu 0,001 Bogensekunden erreichen können. Mit COAST gelang es erstmals, hochaufgelöste Bilder von Sternenoberflächen aufzunehmen.